# Sea Odyssey
Sea Odyssey era un simulador de cine en el parque temático español PortAventura Park. La atracción fue inaugurada en 2000, 5 años después de la apertura del parque. El primer show fue completamente en inglés, el pre-show fue dado en español y con subtítulos en francés, alemán, inglés y catalán. Desde 2011, dos nuevas películas se proyectaban sin pre-show. Turtle Vision era totalmente en español, mientras era Aquaride es en inglés y en español.

## Historia Seafari (2000 - 2009)
La historia de cada una de las ubicaciones se basaban en:
El Institut Oceanique
Toda la acción de Sea Odyssey se desarrolla en el Institut Oceanique, un instituto oceanográfico secreto, oculto entre las cascadas de la Polynesia. Tras pasar por un cueva y ver el cartel donde pone que hoy celebran el día de puertas abiertas, entramos en una gran sala muy moderna.
La Moon Pool
El director del instituto, el profesor Julius Alga, nos da la bienvenida y nos explica el trabajo que realizan en el Institut Oceanique, y también vemos una cronología sobre el Institut Oceanique, donde vemos que fue fundado en el 1852 por una bióloga llamada Teresa Mangas, en la cronología también vemos que han conseguido desarrollar una tecnología de traducción para poder hablar y mantener una conversación con delfines. También experimentan con unos submarinos que funcionan por hidrofusión. Más adelante vemos a un torpe robot llamado Octobot, que está reparando e investigando las causas de un sospechoso accidente con un Submarino en forma de Tiburón.

El Aqualab
A continuación nos adentramos en un pasillo que nos lleva al Aqualab, una sala con una ventana al mar. 
A lo largo del pasillo podemos ver diferentes pantallas con la información del instituto. Es posible ver la ubicación del Instituto Oceánico, el gran mar que hay detrás de las Islas de Polynesia, la profundidad del laboratorio y la tecnología de los submarinos, basados en una ballena. La parte de la cola incluye los motores y esta preparada para ser desprendida en caso de emergencia. 
En el Aqualab nos recibe la doctora Sara Medusa, que nos explica el último invento del instituto, se trata del Arnés traductor de delfines y también nos presenta a Sami, el primer delfín colaborador del Institut Oceanique. De repente Sami se asoma a través de la ventana, y nos comunica que ha desaparecido uno de los submarinos Seafari del Institut y debemos ir a rescatarlo, el profesor Alga y la doctora Medusa también nos indican que nos tenemos que dirigir hacia las escotillas para embarcar y rescatar el Seafari desaparecido.
Embarcadero
Entramos en el embarcadero y un Seafari nos espera mientras se carga de combustible. El profesor Julius Alga da paso a las instrucciones de seguridad que ha realizado el robot Octobot. Tras las instrucciones de seguridad las puertas del Seafari se abren y nos instalamos en nuestros asientos, para empezar la misión de búsqueda y rescate del submarino desaparecido.
El Seafari
El Seafari es el submarino en forma de ballena del Institut Oceanique. El Seafari donde nos encontramos, capitaneado por Mario, baja hasta las profundidades marinas guiados por Sami, navegamos entre ballenas y formaciones rocosas. La señal del Seafari desaparecido nos lleva hasta un buque hundido. Nos adentramos en el buque y encontramos restos de la cola del Seafari desaparecido. Repentinamente, somos atacados por un monstruo submarino prehistórico, responsable de la desaparición del Seafari y de los daños del submarino tiburón. Empieza una gran persecución por el interior del buque hundido, hasta que el monstruo nos atrapa mordiendo la cola del Seafari. Mario, nuestro capitán, decide desprender la cola del submarino para liberarnos del monstruo y se produce una gran explosión del tanque de combustible que nos expulsa del agua hasta llegar a gran altura para caer otra vez al mar y ser rescatados por el barco de rescate. Así termina nuestra misión de búsqueda y rescate en Sea Odyssey.

## Historia (2010)
- Ir junto con un dinosaurio en busca de su madre. Tan pronto como él está fuera de su huevo, en una aventura junto con otros dinosaurios, hasta que finalmente mamá Tyranosaurus se encuentra.
- Investigar los misterios de Egipto.

## Historias de 2011
- Tortuga visión: Sammy lleva a lo largo de su historia de vida.
- Aquaride: PortAventura desarrollado un mundo submarino. Por el lugar para tomar en un coasterwagentje puede todo el mundo a descubrir.

## Tema (2000 - 2009)
La atracción se incorporó al área temática de Polynesia. No era visible a simple vista y estaba situada entre la flora del parque, cascadas y rocas. La cola estaba ambientada en un laboratorio donde los submarinos eran hechos. El pre-show se llevaba a cabo en los muelles, donde los submarinos tenían que entrar. Aquí, los visitantes encontraban al delfín Sammy. Después del pre-show de entrar en los muelles se entraba al submarino. Aquí los visitantes conocían las reglas de seguridad antes de entrar al simulador.

## Breve descripción
Sea Odyssey era un cine con las características de un simulador. Esto se notaba en los asientos. Delante había construidos asientos permanentes para las mujeres embarazadas y personas con problemas de cuello, el corazón y la espalda, para ofrecer la posibilidad de disfrutar de la película. Al principio, también efectos especiales estuvieron presentes, como agua y viento. Estos fueron retomados en 2011.
| Parque temático            | PortAventura Park       |
| Zona                       | Polynesia               |
| Capacidad                  | 80 pers./submarino (x2) |
| Foto/vídeo en la atracción | No/no                   |
| Express                    | Sí                      |

## Trivia
- La atracción era un cine 4D con el movimiento de los asientos, como los de un simulador.
- La salida de la atracción iba a dar a la tienda de Sea Odyssey.

- Datos: Q1957058
- Multimedia: Sea Odyssey / Q1957058